# .bw
A .bw Botswana internetes legfelső szintű tartományának kódja, melyet a University of Botswana adminisztrál. Az egyetem oldalán nincs semmiféle tájékoztatás arra nézve, hogyan lehet címet regisztrálni, de több cég ajánl ilyen szolgáltatást. Ki kell tölteni egy kérvényt, és postán levélben el kell küldeni a címükre. A legtöbb regisztráció a harmadik tartományban történik, a .co.bw vagy az org.bw alá.